# Trupanea maculigera
Trupanea maculigera är en tvåvingeart som beskrevs av Foote 1960. Trupanea maculigera ingår i släktet Trupanea och familjen borrflugor. Inga underarter finns listade i Catalogue of Life.